# Viamão
Viamão egy község (município) Brazíliában, Rio Grande do Sul államban, a Lagoa dos Patos északi partján. Székhelye Viamão város, mely Rio Grande do Sul hetedik legnépesebb városa, a 18. században rövid ideig az állam fővárosa. 2020-ban a község népességét 256 302 főre becsülték.

## Elnevezése
Nevének jelentése nem tisztázott. A vi a mão szó szerinti jelentése „láttam a kezet”, és egyes vélemények szerint ez arra utal, hogy a város területéről látható a Guaíba-tó és a beletorkolló öt folyó (Jacuí, Caí, Gravataí, Taquari, Sinos), melyek egy kezet idéző alakot formáznak. Más értelmezések szerint neve az ibiamon (íbiszek földje) vagy via monte (hegyek közti út) kifejezésekből származik, de olyanok is vannak, akik Guimarães portugáliai város nevéből eredeztetik.

## Története
A 18. századig a környéket mbyá-guarani és kaingang indiánok lakták, a gyarmatosítók pedig átjáróként használták a Colonia del Sacramento (ma Uruguay) és Laguna (Santa Catarina állam) közötti útvonalon. A 18. században megjelentek az első telepesek; 1725-ben a későbbi Viamão helyén telepedett le Cosme da Silveira, João Magalhaes felfedező egyik embere. 1732-től kezdett el benépesülni a környék, így ez tekinthető az állam egyik legelső településének. 1741-ben Francisco Carvalho da Cunha a mai Estância Grande helyén felépítette a Nossa Senhora da Conceição (Szeplőtelen fogantatás) kápolnát, 1747-ben pedig egyházközséget alapítottak. 1752-től azori telepesek érkeztek, akik földadományokat kaptak és benépesítették a környéket; ekkor kezdett kialakulni Porto Alegre települése is, Viamão részeként (korai nevei Porto de Viamão, majd Porto dos Casais).
1763-ban Viamãoba helyezték át az állam székhelyét, mivel Rio Grandet lerohanták a spanyolok. Ezt a szerepet 1773-ig töltötte be, mikor Porto Alegret nevezték ki fővárosnak. A 19. század közepén Viamão a Farroupilha-felkelés harcainak egyik színhelye volt.
A 19. század közepén állattenyésztésének (ló, szarvasmarha) köszönhetően igen fontos településsé fejlődött. 1880-ban kivált Porto Alegreből és független községgé alakult.

## Leírása
Porto Alegre metropolisz-övezetének (Região Metropolitana de Porto Alegre, RMPA) része. Székhelye Viamão város, további kerületei Águas Claras, Capão da Porteira, Espigão, Itapuã, Passo da Areia, Passo do Sabão, Viamópolis. A község 1496 km2 területének 94%-a urbanizálódott. A munkaerő 41%-a a kereskedelemben foglalkoztatott, 33%-a a szolgáltatásokban, 26%-a az iparban és mezőgazdaságban.
A község területén helyezkedik el az Itapuã állami park (Parque Estadual de Itapuã), a Guaíba-tó és a Lagoa dos Patos találkozásánál, az egyik legutolsó terület a metropolisz-övezetben, mely a környék egykori érintetlen természetét és ökoszisztémáját mutatja be.
Turisztikai látványosságai a barokk Nossa Senhora da Conceição katolikus templom (1770; Porto Alegre érsekségének legrégebbi temploma), a Júlio de Castilhos-tér, a városi múzeum, a Farroupilha-felkelés emlékművei, az Itapuã és a Saint-Hilaire természetvédelmi parkok, a Guaíba-tó partjának strandjai (legismertebb a Praia de Itapuã).